# Damian Mori
Pour les articles homonymes, voir Mori.
Damian Mori, né le 30 septembre 1970 à Melbourne, Victoria, est un footballeur australien, évoluant au poste d'attaquant.
Il était le meilleur buteur de l'histoire de l'équipe d'Australie avec 29 buts en 45 matches entre 1992 et 2002 avant d'être surpassé par Tim Cahill le 5 mars 2014. En juin 1997, il a inscrit 5 buts dans le même match contre les Îles Salomon.
À ce jour, il est toujours le meilleur buteur de l'histoire de la Coupe d'Océanie des Nations avec 14 réalisations.
Avec les clubs d'Adelaïde et Perth Glory FC, il a été cinq fois meilleur buteur du championnat d'Australie.
Après plusieurs piges en tant qu'entraîneur-joueur à Adelaide City, il devient en avril 2022 entraîneur adjoint de Adelaide United sous la houlette de Carl Veart, son ancien coéquiper à Adelaide City et en équipe nationale.